# Sarandí (1826)
La Goleta Sarandí fue un clipper de destacado desempeño en la Armada Argentina durante la Guerra del Brasil.

## Historia
Botada en junio de 1825 en Baltimore con el nombre de Grace-Ann y destinada originalmente al comercio de esclavos, fue comprada por la Armada Argentina el 14 de enero de 1826 como parte del rearme de la flota con vistas a la inminente guerra con el Imperio del Brasil. El nombre le fue impuesto por la batalla en la que el 12 de octubre de 1825 las fuerzas al mando de Juan Antonio Lavalleja derrotaron a los invasores brasileños.
El 9 de febrero al mando de Martín José Warnes participó junto al insignia 25 de Mayo, el Bergantín República, el Bergantín Belgrano y la Barca Congreso de un combate en las afueras de Buenos Aires. Al igual que los restantes buques excepto la capitana, en dos ocasiones se puso a sotavento por lo que quedó aislada del combate. Al regreso, los capitanes fueron acusados por Brown lo que los llevó a ser juzgados. En su descargo Warnes planteó que había salido por severos daños.
Si bien Warnes es absuelto lo reemplaza en el mando brevemente el Capitán Handell y cuando este renuncia aduciendo mala salud, José María Pinedo. El 1 de marzo de 1826 participa del ataque a Colonia del Sacramento.
En abril de 1826 en el ataque a Montevideo contra las fragatas Emperatriz y Nitcheroy Pinedo recibe de Brown la orden de maniobrar sobre la Nitcheroy, pero el comandante desobedece y rehúye el compromiso en el combate de la nave.
El 13 de mayo de 1826 entre tripulación y tropa (sin oficialidad) la Sarandí embarcaba: 1 Primer Guardia, 2 Segundos Guardias, 1 Carpintero, 1 Condestable, 6 artilleros, 47 marineros, 2 grumetes, 1 sargento, 2 cabos, 1 tambor y 20 soldados, un total de 84 hombres.
Con esa dotación participa el 25 de mayo de un combate en Los Pozos. El 11 de junio de 1826 tomó parte en la fase final del Combate de Los Pozos. 
El 22 de julio de 1826 montaba un cañón de a 16, dos de a 6, cuatro gunadas de a 4 y dos cañones de a 4, 14 en total y 83 hombres

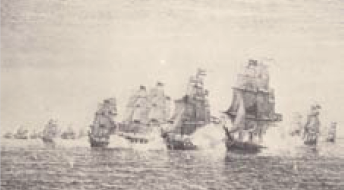
Combate de Quilmes.

En el Combate de Quilmes, el 29 de julio de 1826 Brown decide enfrentar con la fragata 25 de Mayo (buque insignia, comandado por Espora), la barca Congreso Nacional, los bergantines Independencia, República y Balcarce, las goletas Sarandí y Río de la Plata, la goleta hospital Pepa y ocho cañoneras, a la escuadra brasileña que avanzaba con diecinueve buques, con dos mil hombres y trescientos cañones, para fondear en las cercanías del canal exterior.
Iniciado el ataque, el buque insignia argentino es fuertemente castigado por los cañones de las baterías de la división imperial, mientras que el grueso de sus fuerzas no acompañan la acción.
Al mando de Brown el 23 de octubre se abrió paso a través de la escuadra imperial que bloqueaba a Buenos Aires, e inició hasta el 25 de diciembre de 1826 un exitoso crucero de corso en las costas de Brasil, causando numerosas pérdidas al comercio enemigo y llegando a presentarse en Río de Janeiro y declarar el bloqueo de la capital imperial. Si bien era una baladronada sin efectos prácticos causó pánico en la ciudad y críticas generalizadas hacia la Comandancia ante la audacia del comandante argentino y la vulnerabilidad demostrada.
A su regreso, participó como nave capitana de la campaña contra la Tercera División Imperial que se había adentrado en el Río Uruguay. 
El 29 de diciembre se dio alcance a la Tercera División brasilera en Yaguary. Brown envió como parlamentario al capitán de la Sarandí, John Halstead Coe, para intimar la rendición pero contra las normas de guerra fue detenido por el comandante brasilero Sena Pereira y confinado a la Goleta hospital Fortuna, lo que dio inicio al combate que no pasó de una escaramuza.
El 28 de enero de 1826 hubo otra en Playa Honda, tras lo que la escuadra argentina regresó para reforzar la fortificación de la Isla Martín García de manera de contar con un refugio en caso de derrota y sobre todo impedir el refuerzo de la Tercera División por parte de la División Mariath.
El 20 de enero de 1827 entre oficialidad y tripulación la Sarandí embarcaba: 3 Tenientes (uno de ellos su comandante, John Halstead Coe, en ese momento prisionero), 1 contador, 2 aspirantes, 3 pilotines, 1 cirujano, 1 practicante, 1 Primer Guardia, 3 Segundos Guardias, 1 Carpintero, 1 velero, 2 Condestables, 9 artilleros, 71 marineros, un total de 99 hombres.

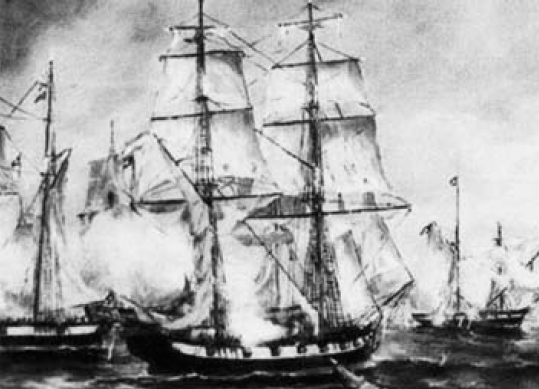
Batalla de Juncal.

Cuando la Tercera División brasilera bajo por el río, Brown salió a su encuentro y en la Batalla de Juncal librada los días 8 y 9 de febrero de 1827 logró la mayor victoria naval argentina.
Coe, liberado en el transcurso de la batalla, continuó como su comandante hasta finalizar la campaña.
El 7 y 8 de abril de 1827 participó en el duro Combate de Monte Santiago, donde la escuadra argentina sufrió grandes pérdidas. 
Habiendo varado en el banco de Monte Santiago el Bergantín República y el Bergantín Independencia, la Sarandí, de menor calado, permaneció como apoyo frente al ataque de la flota brasilera, muy superior en número.
La Sarandí era comandada por Coe. Su segundo era el teniente Innis D. Johnston y el resto de la oficialidad estaba compuesto por el contador Guillermo Curling, el subteniente Pedro José A. Ravelo y el aspirante Carlos Mason.
Junto con el Bergantín República fue buque insignia durante la batalla (Brown pasaba de uno a otro buque), por lo que concentró los disparos de la numerosa flota brasilera.

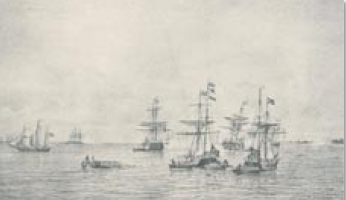
Combate de Monte Santiago.

El día 8, habiendo agotado su parque, el capitán del Independencia Francisco Drummond se acerca a la Sarandí en busca de munición. Apenas pisa la cubierta es herido por una bala de cañón, falleciendo esa misma noche.
Incendiado el Independencia, finalmente debió también ser evacuado e incendiado el República. La Sarandí aprovechó la llegada de la noche para reparar mínimamente sus averías (todo su caso estaba acribillado) y llevando a los sobrevivientes de los buques perdidos pudo regresar a Buenos Aires, entrando a las tres y media de la madrugada del día 9.
La Sarandí continuó combatiendo hasta el fin de la guerra, al mando de Bynon, participando en combates menores y efectuando un crucero de corso.

### Guerras Civiles
Cuando se hizo cargo del gobierno Juan Manuel de Rosas, los marinos bonaerenses que formaron en las filas del Partido Unitario, entre ellos Leonardo Rosales, antiguo comandante de la Goleta Río de la Plata, fueron incluidos en la "Lista de Jefes perjudiciales por sus opiniones y conducta", y pasados a la Plana Mayor Inactiva del Ejército, sin cargo efectivo y a medio sueldo.
En la madrugada del 16 de septiembre de 1830 liderando un pequeño grupo tomó por asalto la Sarandí que se encontraba en puerto para la carga de materiales de guerra con destino a las fuerzas federales, aprovechando que su capitán, Pinedo, y la mayor parte de la tripulación se encontraba de franco en tierra.
Perseguida por una escuadrilla al mando de su antiguo capitán John Halstead Coe, la Sarandí llegó a desembarcar la carga para el ejército del General Juan Lavalle. Hecho, Rosales hizo varar la nave y huyó en una goleta mercante.

### Malvinas
El 23 de septiembre de 1832, partió la Sarandí al mando de José María Pinedo rumbo a las Islas Malvinas y quince días después estaba en Puerto Soledad. Transportaba al nuevo gobernador Sargento Mayor José Francisco Mestivier, con 50 soldados.
El 30 de noviembre el gobernador Mestivier debió hacer frente a una sublevación que le costó la vida. Pinedo pudo poner fin al levantamiento y encarcelar a los cabecillas.
El 2 de enero de 1833 se hizo presente en Puerto Soledad la corbeta inglesa HMS Clio, comandada por el capitán John James Onslow.
Pinedo envió a dos de sus oficiales a la Clio. Onslow los acompañó personalmente a la Sarandí donde transmitió al comandante argentino sus instrucciones, tomar el control de las islas, y le dio veinticuatro horas para arriar la bandera argentina y proceder a la evacuación. Pinedo protestó a lo que Onslow simplemente respondió que le enviaría sus instrucciones por escrito.
El jefe de la Sarandí consideró que toda resistencia sería vana y se limitó a dejar al colono Juan Simón como comandante provisional. El pabellón argentino fue arriado por un oficial inglés que lo hizo llegar a la Sarandí, donde Pinedo había ya embarcado todas sus fuerzas.
Dos días después la Sarandí abandonó las islas, llevándose a los soldados argentinos, los convictos de la colonia penal de San Carlos y algunos, pero no la totalidad, de los pocos colonos argentinos que aún quedaban en las islas. Arribó a Buenos Aires el 15 de enero de 1834, donde Pinedo realiza una exposición en la que relata que cuando quiso entablar combate contra la fragata inglesa, su tripulación se negó diciendo que eran marinos de nacionalidad inglesa y por ello no dispararían contra su pabellón. El expediente lleva el n.º 15 legajo n.º 2 y estuvo oculto en Consejo Supremo de las Fuerzas Armadas. El Dr. Julio Carlos González expone este tema en  https://www.youtube.com/watch?v=robKaID2Ilo
Fueron comandantes de la Sarandí Guillermo Brown, Guillermo Chambers, Martín José Warnes, John Halstead Coe, José María Pinedo, José María Martínez, Santiago Jorge Bynnon, Tomás Espora, Nicolás Jorge, Enrique Sinclair, Juan Bautista Thorne.
Por su velocidad el Almirante Guillermo Brown la llamó alguna vez "Los pies de la escuadra".
Terminó sirviendo como pontón-prisión, albergando entre otros a Valentín Alsina. Fue desguazada en el Riachuelo alrededor del 1842.